# AP1000-reactor

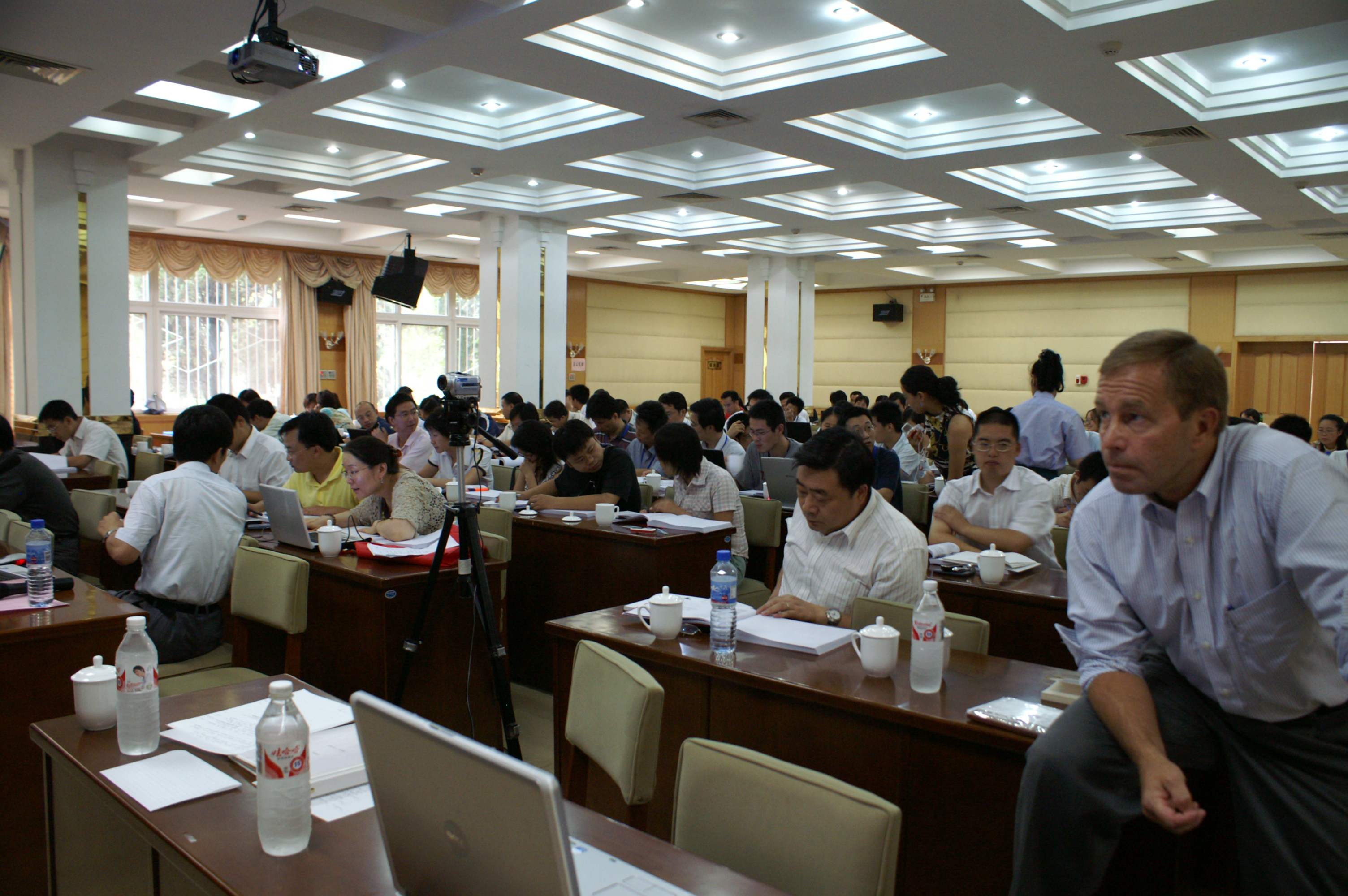
Chinezen volgen opleiding voor de AP1000

De AP1000-kernreactor is een kernreactor van het type drukwaterreactor die 1000 megawatt elektriciteit levert en verkocht wordt door het Amerikaanse Westinghouse Electric Company.
De eerste vier AP1000-reactoren werden in China gebouwd vanaf 2008. De Sanmen Nuclear Power Plant te Zhejiang en de Haiyang Nuclear Power Plant te Shandong krijgen elk zes AP1000-reactoren.
In de Verenigde Staten zijn zeven locaties voorzien voor elk twee AP1000-reactoren.
- Shearon Harris Nuclear Power Plant in North Carolina,
- William States Lee III Nuclear Generating Station in South Carolina,
- Virgil C. Summer Nuclear Generating Station in South Carolina,
- Vogtle Electric Generating Plant[1] in Georgia,
- Levy County Nuclear Power Plant in Florida,
- Turkey Point Nuclear Generating Station in Florida,
- Bellefonte Nuclear Generating Station in Alabama.

In vergelijking met eerdere ontwerpen heeft de AP1000 minder pompen, kleppen, leidingen en kabels en past hij in een kleiner gebouw. Hij heeft daardoor minder gewapend beton en wapeningstaal nodig en kan daardoor sneller en goedkoper gebouwd worden.
AP staat voor advanced passive. De AP1000 heeft een dubbele koelkring en andere maatregelen voor passieve veiligheid. Hij kan 72 uur zonder koelpompen werken: hij gebruikt de zwaartekracht. De reactor geldt als tien keer veiliger dan zijn voorgangers: de kans op schade aan de reactorkern is per reactor berekend als 0,241 per miljoen jaar. Toch is er kritiek geleverd op mogelijke roestvorming en de sterkte van het gebouw bij inslag van een vliegtuig.